# Виступи граніту біля с. Ясногородка
Виступи граніту біля с. Ясногородка — геологічна пам'ятка природи місцевого значення в Україні. Розташована на території Єланецького району Миколаївської області, у межах Ясногородської сільської ради.
Площа — 5 га. Статус надано згідно з рішенням Миколаївської обласної ради № 448 від 23.10.1984 року задля збереження рослинності гранітних відслонень.
Пам'ятка природи розташована на північний схід від села Ясногородка.
Територія заповідного об'єкта слугує для збереження та охорони відслонень кристалічних порід.